# Возвращение 18 бронзовых бойцов
«Возвращение 18 бронзовых бойцов» (англ. The Return of the 18 Bronzemen, кит. трад. 雍正大破十八銅人, упр. 雍正大破十八铜人, палл. Юн Чжэн да по ши ба тун жэнь, буквально: «Юнчжэн одолевает восемнадцать бронзовых людей») — тайваньский фильм о боевых искусствах легендарного монастыря Шаолинь, снятый режиссёром Джозефом Го. Тайваньская премьера состоялась 14 августа 1976 года.

## Сюжет
Маньчжуры захватывают Китай, однако император династии Цин опасается, что послушники монастыря Шаолинь смогут сбросить власть маньчжуров. Поэтому он проникает в Шаолинь под видом послушника, чтобы превзойти шаолиньских монахов в боевом искусстве. Однако, в соответствии с традицией, он может покинуть монастырь лишь в том случае, если сумеет преодолеть 18 бронзовых бойцов…

## В ролях
- Картер Вон[англ.] — Юнчжэн
- Шангуань Линфэн — Шан Минчжу
- Тянь Пэн[англ.] — Гуань Юйпэн
- Линь Юэюнь — Фань Юйлань[3]